# Marantochloa
Marantochloa là một chi thực vật thuộc họ Marantaceae, được Jean Antoine Arthur Gris mô tả khoa học năm 1860 cho chi mà Adolphe Théodore Brongniart đặt tên.

## Các loài
Chi này có 18 loài như sau (tuy nhiên danh sách này có thể chưa đủ):
- Marantochloa alba A.C.Ley, 2012: Gabon.
- Marantochloa comorensis Brongn. ex Gris, 1860: Comoros, Mayotte, Madagascar.
- Marantochloa conferta (Benth.) A.C.Ley, 2011: Từ miền tây châu Phi nhiệt đới về phía đông tới Nam Sudan và về phía nam tới Angola.
- Marantochloa congensis (K.Schum.) J.Léonard & Mullend., 1950: Từ miền tây và tây trung châu Phi nhiệt đới về phía đông nam tới Cộng hòa Dân chủ Congo.
- Marantochloa cordifolia (K.Sckum.) Koechl., 1964: Từ Nigeria tới tây bắc Angola.
- Marantochloa cuspidata (Roscoe) Milne-Redh., 1954: Từ miền tây châu Phi nhiệt đới về phía đông tới Cộng hòa Trung Phi.
- Marantochloa filipes (Benth. & Hook.f.) Hutch., 1936: Từ miền tây châu Phi nhiệt đới về phía đông tới Cộng hòa Trung Phi và về phía nam tới Angola.
- Marantochloa grandiflora A.C.Ley, 2012: Gabon.
- Marantochloa incertifolia Dhetchuvi, 1996: Gabon.
- Marantochloa leucantha (K.Schum.) Milne-Redh., 1950: Châu Phi nhiệt đới.
- Marantochloa mannii (Benth.) Milne-Redh., 1952: Từ miền tây châu Phi nhiệt đới về phía đông tới Ethiopia, Tanzania và về phía nam tới Cộng hòa Dân chủ Congo.
- Marantochloa microphylla (Koechlin) Dhetchuvi, 1996: Cộng hòa Congo, Gabon, Angola (Cabinda).
- Marantochloa mildbraedii Loes. ex Koechlin, 1964: Cameroon, Cộng hòa Trung Phi, Cộng hòa Congo, Guinea Xích đạo, Gabon.
- Marantochloa monophylla (K.Schum.) D'Orey, 1981 in 1982: Angola (Cabinda), Cameroon, Cộng hòa Trung Phi, Cộng hòa Congo, Guinea Xích đạo, Gabon, Guinea-Bissau, các đảo trong vịnh Guinea, Nigeria, Togo, Cộng hòa Dân chủ Congo.
- Marantochloa montsdecristalii A.C.Ley, 2012: Gabon.
- Marantochloa purpurea (Ridl.) Milne-Redh., 1950: Châu Phi nhiệt đới.
- Marantochloa ramosissima (Benth.) Hutch., 1936: Cameroon, Cộng hòa Trung Phi, các đảo trong vịnh Guinea, Bờ Biển Ngà, Nigeria.
- Marantochloa sulphurea (Baker) Koechlin, 1964: Gabon.